# عبد الله يوسف الغنيم
 أ.د. عبد الله يوسف الغنيم (1 يوليو 1947- ) كاتب وجغرافي ومترجم كويتي، يشغل منصب رئيس مركز البحوث والدراسات الكويتية منذ عام 1992م، وشغل العديد من المناصب أبرزها منصب وزير التربية والتعليم العالي في فترتين وزاريتين. كما شغل منصب عميد كلية الآداب في جامعة الكويت.

## التعليم
- حاصل على الدكتوراه من جامعة القاهرة عام 1976.
- حاصل على الماجستير من جامعة القاهرة عام 1973.
- حاصل على ليسانس آداب في الجغرافيا من جامعة القاهرة عام 1969.[2]

## السيرة العلمية
1. محاضر وأستاذ مساعد وأستاذ بقسم الجغرافيا في جامعة الكويت، وقد قام بالتدريس في مجال الفكر الجغرافي العربي وجيمورفولوجية شبه الجزيرة العربية منذ عام 1976م إلى الوقت الحاضر.
2. رئيس قسم الجغرافيا ثم عميد كلية الآداب بجامعة الكويت (1976 – 1985م).
3. رئيس تحرير مجلة دراسات الجزيرة العربية والخليج التي تصدرها جامعة الكويت من 1980 – 1985م.
4. مدير معهد المخطوطات العربية – المنظمة العربية للتربية والثقافة والعلوم (1989 – 1990م).
5. رئيس مركز البحوث والدراسات الكويتية من 1992م حتى الآن.
6. عضو مجمع اللغة العربية (مراسل) سوريا 1992م.
7. عضو مجمع اللغة العربية (مراسل) مصر 1994م.
8. وزير التربية (1990-1991) ووزير التربية ووزير التعليم العالي (1996-1998).
9. عضو المجمع العلمي المصري 1995م.
10. عضو المجلس الأكاديمي الدولي لمركز الدراسات الإسلامية (جامعة أكسفورد) منذ عام 2003م.
11. عضو مجلس إدارة متحف المخطوطات – مكتبة الإسكندرية.
12. عضو في عدد من المراكز والمجالس العلمية، العربية والعالمية.
13. اختير عضوًا في مؤسسة الشارقة الدولية لتاريخ العلوم عند العرب والمسلمين عام 2016م.[4]

## مؤلفاته
كتب العديد من الكتب، منها:
- جغرافية مصر: من كتاب الممالك والمسالك (تحقيق)
- المخطوطات الجغرافية العربية في المتحف البريطاني
- كتاب اللؤلؤ
- الكويت وجودا وحدودا، الحقائق الموضوعية والادعاءات العراقية
- ترسيم الحدود الكويتية العراقية (اشراف)
- القاموس الجيولوجي: قاموس عربي - إنجليزي، إنجليزي - عربي (تحرير)
- الغوص على اللؤلؤ في المصادر العربية القديمة
- الكويت: قراءة في الخرائط التاريخية
- سجل الزلازل العربي: أحداث الزلازل وآثارها في المصادر العربية
- منتخبات من المصطلحات العربية لأشكال سطح الأرض
- بحوث مختارة من تاريخ الكويت
- الشيخ سعد العبد الله السالم الصباح
- الشيخ جابر الأحمد الجابر الصباح مسيرة الوطن
- الشيخ صباح الأحمد الجابر الصباح: أمير دولة الكويت وقائد مسيرتها
- المخطوطات الجغرافية العربية في مكتبة البودليان جامعة اوكسفورد
- بحوث ومطالعات في التراث الجغرافي العربي
- مصادر البكرى ومنهجه الجغرافى
- قاموس القرآن الكريم (المدخل)
- معجم النبات للأصمعي (تحقيق)، القاهرة 1971م.
- معجم الطب
- معجم الحيوان
- معجم الألفاظ الحضارية
- حمد الجاسر: سيرتة وجهوده في التعريف بالنبات في شبة الجزيرة العربية
- أخبار الكويت: رسائل على بن غلوم رضا الوكيل الإخباري لبريطانيا في الكويت (1899 - 1904)
- رحالة يماني في الكويت فبراير - مايو 1948 من كتاب الجناح المحلق في سماء المشرق (أعده للنشر)
- فريا ستارك في الكويت، الكويت 2010م.
- رحلة تاريخية لسمو الشيخ أحمد الجابر الصباح إلى لندن عام 1935م، الكويت 2010م..
- الكويت وروسيا في عهد الشيخ مبارك الصباح «صفحات من الأرشيفين الروسي والبريطاني»، الكويت 2011م.
- الكويت في كتابات أمين الريحاني ورسائله، الكويت 2011م.
- الرحلة الميمونة إلى بيت الله الحرام التي كتبها مساعد يعقوب البدر عام 1932، الكويت 2011م.
- الكويت في مجلة أخبار لندن المصورة، 2012.
- سور الكويت الثالث: بناؤه وحمايته في وثائق الحميضي، 2013.[5]
- حديث الوثائق: صفحات من وثائق أسرة العبد الجليل، 2014.[6]
- قراءات في وثائق أسرة النصف، 2016.[7]
- الكويت انطباعات أجنبية، 2017.
- «الغوص على اللؤلؤ في الكويت والخليج العربي» ــ مقالات وتقارير من الوثائق البريطانية (ترجمة وإعداد)، 2018.[8]
- طريق الكويت إلى الاستقلال، 2020.[9]

كُتب أشرف عليها أو شارك فيها
- الألغام الأرضية وتدمير البيئة الكويتية إحدى جرائم العدوان العراقي.
- تدمير آبار النفط في الوثائق العراقية: الأضرار البيئية والاقتصادية والجهود الكويتية في المحافظة على الثروة النفطية.
- الشيخ صباح الأحمد الجابر الصباح عزيمة وبناء.
- بحوث مختارة من تاريخ الكويت (إشراف ومراجعه).
- رئيس فريق العمل لإصدار قاموس القرآن الكريم.
- عضو هئية تحرير ومراجعة موسوعة (العالم الإسلامي) الصادرة عن وزارة التخطيط، الكويت.

## أخوانه
- يعقوب يوسف الغنيم
- مرزوق يوسف الغنيم

## الجوائز والتكريم
- حصل على وسام الإستقلال من الدرجة الأولى من الملك عبد الله الثاني بن الحسين ملك المملكة الأردنية الهاشمية عام 2013.
- حصل على جائزة ومنحة خادم الحرمين الشريفين الملك سلمان بن عبدالعزيز لدراسات وبحوث تاريخ الجزيرة العربية في دورتها الخامسة عام 2014.[10]
- اختير شخصية العام التراثية من المنظمة العربية للتربية والثقافة والعلوم (ألسكو) عام 2014.[11]
- حصل على جائزة الدولة التشجيعية في مجال الدراسات الأدبية والنقدية واللغوية والتراثية عام 2015.
- حصل على جائزة الملك فيصل العالمية في الدراسات الإسلامية عام 2016.[12]
- حصل على جائزة التميز الخليجي عام 2016.[3]
- اختير شخصية معرض الكويت الدولي للكتاب لعام 2024.[13]